# Lothar König (Politiker)
Lothar König (* 8. September 1944 in Neuenbürg) ist ein deutscher Politiker (REP, vorher CDU).

## Leben
Lothar König ist der Sohn des Gemeindepflegers Otto König in Dobel. Er besuchte das Gymnasium in Neuenbürg, das er mit dem Abitur abschloss. Danach diente er zwei Jahre in der Bundeswehr. Es folgte ein Studium an der PH Karlsruhe. Von 1969 bis 1993 war er Lehrer an der Grund- und Hauptschule in Bad Herrenalb, Bad Wildbad und Calmbach. Er war Mitglied des Kuratoriums der Landeszentrale für politische Bildung und des Kuratoriums der Toto-Lotto-GmbH.
König ist verheiratet und hat zwei Kinder.

## Politik
Lothar König war von 1971 bis 1989 Mitglied der CDU. Seit 1971 gehört er dem Gemeinderat in Dobel an.
1989 bis 2001 war er Mitglied der Republikaner (REP).
Zwischen 1994 und 1999 war er Mitglied im Kreistag des Landkreises Calw.  Von 1990 bis 2001 war König Vorsitzender im REP-Kreisverband Calw und Mitglied in deren Landesvorstand. Zwischen 1991 und 2001 war er Mitglied im Landespräsidium. Vom 24. April 1992 bis zum 31. Mai 2001 war er Mitglied der Fraktion der Republikaner im Landtag von Baden-Württemberg. In dieser Zeit war er parlamentarischer Geschäftsführer der REP-Fraktion sowie bildungs- und kommunalpolitischer Sprecher.
| Personendaten    | Personendaten                       |
| ---------------- | ----------------------------------- |
| NAME             | König, Lothar                       |
| KURZBESCHREIBUNG | deutscher Politiker (CDU, REP), MdL |
| GEBURTSDATUM     | 8. September 1944                   |
| GEBURTSORT       | Neuenbürg                           |